# Велимир Лукић
Велимир Лукић (Београд, 10. фебруар 1936 — Београд, 29. август 1997) био је српски песник и драматург.

## Биографија
Рођен је у Београду где је завршио гимназију и Академију за позориште филм и телевизију. Дипломирао је драматургију у класи професора Јосипа Кулунџића. Радио је као новинар Радио Београда, потом драматург (1963–64), директор Драме (1964–72), и управник Народног позоришта у Београду. Остао је запамћен и као најмлађи директор Драме у историји Народног позоришта у Београду. Када се запослио имао је свега 28 година. У Народном позоришту остао је до 1990. године, од тога 18 година на месту управника (15.јун 1972 - 16. април 1990).
Сарађивао је у великом броју листова и часописа: „Млада култура“, „Видици“, „Књижевност“, „НИН“, „Књижевне новине“, „Савременик“, „Поља“, „Књижевна трибина“, „Данас“, „Позоришни живот“, „Сцена“, „Театрон“, „Градина“ итд.
Лукић је својим песничким делима припадао неокласицизму. У драмама се вешто служио алегоријом да би описао своје време. У драмском стваралаштву, избегавајући да се бави митом у изворном облику, Лукић је почео да конституише псеудомитове, да ствара митске легенде како би му послужиле као позоришно огледало у коме ће осликати, приказати драму савременог човека, његово мучно искуство са друштвом и историјом.

## Избор из дела
- "Позив године", песме, "Нопок", Београд, 1954.
- "Лето", песме, "Нолит", Београд, 1956.
- "Чудесни предео", песме, "Нолит", Београд, 1961.
- "Окамењено море", драма у стиховима, "Просвета", Београд, 1962.
- "Дуги живот краља Освалда", драма, 1962.
- "Бертове кочије или Сибила", драма, 1963.
- "Валпургијска ноћ", драма, 1964.
- "Фарсе", "Просвета" Београд, 1965.
- "Мадригали и друге песме", "Просвета", Београд, 1967.
- "Магла и лик", песме
- "Будне сенке таме", песме
- "Тебанска куга", драма
- "Афера недужне Анабеле", драма, Стеријино позорје, Нови Сад, 1970.
- "Санта Марија де ла салуте", драма и друге

## Награде
За свој драматуршки рад добио је више књижевних награда:
- за драму у стиху "Окамењено море" - Октобарску награду Београда за књижевност за 1962. годину;[1]
- за фарсу "Дуги живот краља Освалда" - Златни ловоров венац Фестивала малих сцена Југославије у Сарајеву,[1]
- за фарсу "Афера недужне Анабеле" - Стеријину награду за 1969. годину,[1]
- за фарсу "Завера или дуго праскозорје" - Стеријину награду за 1974. годину,[1]
- награду Удружења драмских умјетника Босне и Херцеговине за најбољи савремени драмски текст изведен у сезони 1973/74. у позориштима Босне и Херцеговине[1]
- награду "Марин Држић" Савеза удружења драмских уметника Југославије за најбољу савремену драму за период од 1970. до 1974. године.[1]